# Christian Hochbrucker
Christian Hochbrucker (Tagmersheim (Baviera), 17 de maig de 1733 - París, després de 1800) va ser un arpista alemany, professor d'arpa i compositor.
Va treballar des del 1760 com a distingit virtuós, professor i compositor a París. En 1781 va ser triat per succeir Philipp Joseph Hinner com a "maître de Harpe" de la reina Maria Antonieta. Durant la Revolució va emigrar a Londres el 1789, les composicions d'Hochbrucker van aparèixer a la premsa escrita. El 1800 tornà a París. Christian Hochbrucker era el germà de Celestin Hochbrucker. El fabricant d'arpa Jacob Hochbrucker, era oncle dels germans Hochbrucker.